# Baron Baltimore
Baron Baltimore nella Contea di Longford, fu un titolo nei Parìa d'Irlanda.
Fu creato nel 1624 per George Calvert e si estinse con la morte del sesto Barone nel 1771.
Il titolo fu tenuto da diversi membri della famiglia Calvert che erano proprietari dei palatinati di Avalon a Terranova e nel Maryland (il quale sarebbe diventato il futuro stato statunitense del Maryland).
Nel contesto della storia statunitense, al nome di Lord Baltimore ci si riferisce a Cæcilius Calvert, secondo Barone di Baltimore.
Suo fratello Leonard Calvert fu il primo governatore della provincia  del Maryland.
Come membro dei Parìa d'Irlanda i Signori di Baltimore potevano avere un seggio elettivo nella Camera dei comuni britannica, oltre a quello ereditario di diritto nella Camera dei lord d'Irlanda.